# Henckelia porphyrea
Henckelia porphyrea är en tvåhjärtbladig växtart som beskrevs av Brian Laurence Burtt. Henckelia porphyrea ingår i släktet Henckelia och familjen Gesneriaceae. Inga underarter finns listade i Catalogue of Life.